# 2012–2013-as Európa-liga (egyenes kieséses szakasz)
A 2012–2013-as Európa-liga egyenes kieséses szakasza 2013. február 14-én kezdődött és május 15-én ért véget az amszterdami Amsterdam ArenA stadionban rendezett döntővel. Az egyenes kieséses szakaszban 32 csapat vett részt, amelyek a csoportkör során a saját csoportjuk első két helyének valamelyikén, illetve az UEFA-bajnokok ligája csoportkörének harmadik helyén végeztek.

## Lebonyolítás
A döntő kivételével mindegyik mérkőzés oda-visszavágós rendszerben zajlott. A két találkozó végén az összesítésben jobbnak bizonyuló csapatok jutottak tovább a következő körbe. Ha az összesítésnél az eredmény döntetlen volt, akkor az idegenben több gólt szerző csapat jutott tovább. Amennyiben az idegenben lőtt gólok száma is azonos volt, akkor 30 perces hosszabbítást rendeztek a visszavágó rendes játékidejének lejárta után. Ha a 2x15 perces hosszabbításban gólt/gólokat szerzett mindkét együttes, és az összesített állás egyenlő volt, akkor a vendég csapat jutott tovább idegenben szerzett góllal/gólokkal. Gólnélküli hosszabbítás esetén büntetőpárbajra került sor. A döntőt egy mérkőzés keretében rendezték meg.

## A legjobb 16 közé jutásért

### Sorsolás
A legjobb 16 közé jutásért és a nyolcaddöntők sorsolását 2012. december 20-án, 13 órakor tartották.
A csapatok két kalapba kerültek.
- Kiemelt csapatok: az Európa-liga csoportkörének első helyezettjei, valamint az UEFA-bajnokok ligája csoportkörének négy legjobb harmadik helyezettje
- Nem kiemelt csapatok: az Európa-liga csoportkörének második helyezettjei, valamint az UEFA-bajnokok ligája csoportkörének másik négy harmadik helyezettje

A sorsolás során egy kiemelt csapat mellé egy nem kiemelt csapatot sorsolnak. Figyelembe veszik, hogy azonos nemzetű együttesek, illetve az azonos csoportból továbbjutó csapatok nem szerepelhetnek egymás ellen.
A második kalapban szereplő csapatok játsszák az első mérkőzést hazai környezetben.
Továbbjutók az Európa-liga csoportköréből
| Színmagyarázat     |
| ------------------ |
| Kiemelt csapat     |
| Nem kiemelt csapat |

| Csoport   | Csoportelső              | Csoportmásodik           |
| --------- | ------------------------ | ------------------------ |
| A csoport | Liverpool FC             | Anzsi Mahacskala         |
| B csoport | Viktoria Plzeň           | Atlético de Madrid       |
| C csoport | Fenerbahçe               | Borussia Mönchengladbach |
| D csoport | Girondins de Bordeaux    | Newcastle United         |
| E csoport | Steaua București         | VfB Stuttgart            |
| F csoport | Dnyipro Dnyipropetrovszk | SSC Napoli               |
| G csoport | KRC Genk                 | FC Basel                 |
| H csoport | Rubin Kazany             | Internazionale           |
| I csoport | Olympique Lyonnais       | Sparta Praha             |
| J csoport | Lazio                    | Tottenham Hotspur        |
| K csoport | Metaliszt Harkiv         | Bayer Leverkusen         |
| L csoport | Hannover 96              | Levante                  |

Továbbjutók az UEFA-bajnokok ligája csoportköréből
Harmadik helyezettek sorrendje
| Csoport | Csapat        | M | Gy | D | V | G+ | G– | Gk | P  |
| ------- | ------------- | - | -- | - | - | -- | -- | -- | -- |
| E       | Chelsea       | 6 | 3  | 1 | 2 | 16 | 10 | +6 | 10 |
| H       | CFR Cluj      | 6 | 3  | 1 | 2 | 9  | 7  | +2 | 10 |
| B       | Olimbiakósz   | 6 | 3  | 0 | 3 | 9  | 9  | 0  | 9  |
| G       | Benfica       | 6 | 2  | 2 | 2 | 5  | 5  | 0  | 8  |
| C       | Zenyit        | 6 | 2  | 1 | 3 | 6  | 9  | –3 | 7  |
| F       | BATE Bariszav | 6 | 2  | 0 | 4 | 9  | 15 | –6 | 6  |
| A       | Dinamo Kijiv  | 6 | 1  | 2 | 3 | 6  | 10 | –4 | 5  |
| D       | Ajax          | 6 | 1  | 1 | 4 | 8  | 16 | –8 | 4  |

### Párosítások
| 1. csapat                | Össz.Tooltip Aggregate score | 2. csapat                | 1. mérk. | 2. mérk.   |
| ------------------------ | ---------------------------- | ------------------------ | -------- | ---------- |
| BATE Bariszav            | 0–1                          | Fenerbahçe               | 0–0      | 0–1        |
| Internazionale           | 5–0                          | CFR Cluj                 | 2–0      | 3–0        |
| Levante                  | 4–0                          | Olimbiakósz              | 3–0      | 1–0        |
| Zenyit                   | 3–3 (i.g.)                   | Liverpool FC             | 2–0      | 1–3        |
| Dinamo Kijiv             | 1–2                          | Girondins de Bordeaux    | 1–1      | 0–1        |
| Bayer Leverkusen         | 1–3                          | Benfica                  | 0–1      | 1–2        |
| Newcastle United         | 1–0                          | Metaliszt Harkiv         | 0–0      | 1–0        |
| VfB Stuttgart            | 3–1                          | KRC Genk                 | 1–1      | 2–0        |
| Atlético de Madrid       | 1–2                          | Rubin Kazany             | 0–2      | 1–0        |
| Ajax                     | 2–2 (t. 2–4)                 | Steaua București         | 2–0      | 0–2 (h.u.) |
| FC Basel                 | 3–1                          | Dnyipro Dnyipropetrovszk | 2–0      | 1–1        |
| Anzsi Mahacskala         | 3–2                          | Hannover 96              | 3–1      | 0–1        |
| Sparta Praha             | 1–2                          | Chelsea                  | 0–1      | 1–1        |
| Borussia Mönchengladbach | 3–5                          | Lazio                    | 3–3      | 0–2        |
| Tottenham Hotspur        | 3–2                          | Olympique Lyonnais       | 2–1      | 1–1        |
| SSC Napoli               | 0–5                          | Viktoria Plzeň           | 0–3      | 0–2        |

### 1. mérkőzések
| 2013. február 14. 18:00 |

| Zenyit             | 2–0               | Liverpool FC |
| ------------------ | ----------------- | ------------ |
| Hulk 69' Semak 72' | (0–0) Jegyzőkönyv |              |

| Petrovszkij Stadion, Szentpétervár Nézőszám: 21 000 Játékvezető: Carlos Velasco Carballo (spanyol) |

| 2013. február 14. 18:00 |

| Anzsi Mahacskala                   | 3–1               | Hannover 96 |
| ---------------------------------- | ----------------- | ----------- |
| Eto'o 34' Ahmedov 48' Busszufa 64' | (1–1) Jegyzőkönyv | Huszti 22'  |

| Luzsnyiki Stadion, Moszkva1 Nézőszám: 7000 Játékvezető: Marijo Strahonja (horvát) |

| 2013. február 14. 19:00 |

| BATE Bariszav | 0–0         | Fenerbahçe  |
| ------------- | ----------- | ----------- |
|               | Jegyzőkönyv | Meireles 4′ |

| Neman Stadion, Hrodna2 Nézőszám: 8 021 Játékvezető: Alan Kelly (ír) |

| 2013. február 14. 19:00 |

| Levante                                           | 3–0               | Olimbiakósz |
| ------------------------------------------------- | ----------------- | ----------- |
| Pedro Ríos 10' Barkero 40' (11-esből) Martins 56' | (2–0) Jegyzőkönyv | Abdoun 29′  |

| Estadi Ciutat de València, Valencia Nézőszám: 14 000 Játékvezető: Manuel Gräfe (német) |

| 2013. február 14. 19:00 |

| Dinamo Kijiv | 1–1               | Girondins de Bordeaux |
| ------------ | ----------------- | --------------------- |
| Haruna 20'   | (1–1) Jegyzőkönyv | Obraniak 23'          |

| Olimpiai Stadion, Kijev Nézőszám: 35 000 Játékvezető: Alexandru Tudor (román) |

| 2013. február 14. 19:00 |

| Bayer Leverkusen | 0–1               | Benfica     |
| ---------------- | ----------------- | ----------- |
|                  | (0–0) Jegyzőkönyv | Cardozo 61' |

| BayArena, Leverkusen Nézőszám: 25 375 Játékvezető: Mateu Lahoz (spanyol) |

| 2013. február 14. 19:00 |

| Ajax                           | 2–0               | Steaua București  |
| ------------------------------ | ----------------- | ----------------- |
| Alderweireld 28' Van Rhijn 48' | (1–0) Jegyzőkönyv | Pintilii 85′, 90′ |

| Amsterdam ArenA, Amszterdam Nézőszám: 51 493 Játékvezető: Stanislav Todorov (bolgár) |

| 2013. február 14. 19:00 |

| Sparta Praha | 0–1               | Chelsea   |
| ------------ | ----------------- | --------- |
|              | (0–0) Jegyzőkönyv | Oscar 82' |

| Generali Arena, Prága Nézőszám: 18 592 Játékvezető: Daniele Orsato (olasz) |

| 2013. február 14. 19:00 |

| SSC Napoli | 0–3               | Viktoria Plzeň                   |
| ---------- | ----------------- | -------------------------------- |
|            | (0–1) Jegyzőkönyv | Darida 28' Rajtoral 79' Tecl 90' |

| San Paolo stadion, Nápoly Nézőszám: 15 000 Játékvezető: Pol Van Boekel (holland) |

| 2013. február 14. 21:05 |

| Internazionale  | 2–0               | CFR Cluj |
| --------------- | ----------------- | -------- |
| Palacio 20' 87' | (1–0) Jegyzőkönyv |          |

| San Siro, Milánó Nézőszám: 14 790 Játékvezető: Michael Koukoulakis (görög) |

| 2013. február 14. 21:05 |

| Newcastle United | 0–0         | Metaliszt Harkiv |
| ---------------- | ----------- | ---------------- |
|                  | Jegyzőkönyv |                  |

| St James’ Park, Newcastle upon Tyne Nézőszám: 30 157 Játékvezető: Tom Harald Hagen (norvég) |

| 2013. február 14. 21:05 |

| VfB Stuttgart | 1–1               | KRC Genk   |
| ------------- | ----------------- | ---------- |
| Gentner 42'   | (1–0) Jegyzőkönyv | Plet 90+1' |

| Mercedes-Benz Arena, Stuttgart Nézőszám: 15 200 Játékvezető: Manuel De Sousa (portugál) |

| 2013. február 14. 21:05 |

| Atlético de Madrid | 0–2               | Rubin Kazany                                |
| ------------------ | ----------------- | ------------------------------------------- |
|                    | (0–1) Jegyzőkönyv | Karadeniz 6' Orbaiz 90+5' Sharonov 14′, 45′ |

| Estadio Vicente Calderón, Madrid Nézőszám: 25 000 Játékvezető: Vad István (magyar) |

| 2013. február 14. 21:05 |

| FC Basel                 | 2–0               | Dnyipro Dnyipropetrovszk |
| ------------------------ | ----------------- | ------------------------ |
| Stocker 23' Streller 67' | (1–0) Jegyzőkönyv |                          |

| St. Jakob-Park, Bázel Nézőszám: 8 314 Játékvezető: Svein Oddvar Moen (norvég) |

| 2013. február 14. 21:05 |

| Borussia Mönchengladbach                              | 3–3               | Lazio                                            |
| ----------------------------------------------------- | ----------------- | ------------------------------------------------ |
| Stranzl 17' (11-esből) Marx 84' (11-esből) Arango 88' | (1–0) Jegyzőkönyv | Floccari 57' Kozák 64' 90+4' André Dias 22′, 69′ |

| Borussia-Park Stadion, Mönchengladbach Nézőszám: 46 279 Játékvezető: Sergei Kasarev (orosz) |

| 2013. február 14. 21:05 |

| Tottenham Hotspur | 2–1               | Olympique Lyonnais |
| ----------------- | ----------------- | ------------------ |
| Bale 45' 90+4'    | (1–0) Jegyzőkönyv | Umtiti 55'         |

| White Hart Lane, London Nézőszám: 31 762 Játékvezető: Pedro Proença (portugál) |

- 1. Az Anzsi Mahacskala a hazai mérkőzését biztonsági okok miatt a Gyinamo Stadion helyett a Luzsnyiki Stadionban, Moszkvában játszotta.
- 2. A BATE Bariszav a hazai mérkőzéseit a Haradszki Stadion helyett a Neman Stadionban, Hrodnában játszotta.

### 2. mérkőzések
| 2013. február 21. 18:00 |

| Rubin Kazany | 0–1               | Atlético de Madrid |
| ------------ | ----------------- | ------------------ |
| C. Navas 89′ | (0–0) Jegyzőkönyv | Falcao 84'         |

| Luzsnyiki Stadion, Moszkva3 Játékvezető: Odiviu Hațegan (román) |

| 2013. február 21. 19:00 |

| CFR Cluj | 0–3               | Internazionale               |
| -------- | ----------------- | ---------------------------- |
|          | (0–2) Jegyzőkönyv | Guarín 22' 45+3' Benassi 89' |

| Dr. Constantin Rădulescu, Kolozsvár Játékvezető: Paweł Gil (lengyel) |

| 2013. február 21. 19:00 |

| Metaliszt Harkiv | 0–1               | Newcastle United      |
| ---------------- | ----------------- | --------------------- |
|                  | (0–0) Jegyzőkönyv | Ameobi 64' (11-esből) |

| Metalist Oblast Sports Complex, Harkiv Játékvezető: Serge Gumienny (belga) |

| 2013. február 21. 19:00 |

| KRC Genk | 0–2               | VfB Stuttgart        |
| -------- | ----------------- | -------------------- |
|          | (0–1) Jegyzőkönyv | Boka 45' Gentner 58' |

| Cristal Arena, Genk Játékvezető: Alon Yefet (izraeli) |

| 2013. február 21. 19:00 |

| Dnyipro Dnyipropetrovszk  | 1–1               | FC Basel             |
| ------------------------- | ----------------- | -------------------- |
| Szeleznyov 76' (11-esből) | (0–0) Jegyzőkönyv | Schär 81' (11-esből) |

| Dnyipro Arena, Dnyipropetrovszk Játékvezető: Deniz Aytekin (német) |

| 2013. február 21. 19:00 |

| Lazio                     | 2–0               | Borussia Mönchengladbach |
| ------------------------- | ----------------- | ------------------------ |
| Candreva 10' González 33' | (2–0) Jegyzőkönyv |                          |

| Stadio Olimpico, Róma Játékvezető: Hüseyin Göçek (török) |

| 2013. február 21. 19:00 |

| Olympique Lyonnais | 1–1               | Tottenham Hotspur |
| ------------------ | ----------------- | ----------------- |
| Gonalons 17'       | (1–0) Jegyzőkönyv | Dembélé 90'       |

| Stade de Gerland, Lyon Játékvezető: Wolfgang Stark (német) |

| 2013. február 21. 21:05 |

| Fenerbahçe            | 1–0               | BATE Bariszav |
| --------------------- | ----------------- | ------------- |
| Baroni 45' (11-esből) | (1–0) Jegyzőkönyv |               |

| Şükrü Saracoğlu Stadion, Isztambul Nézőszám: 04 Játékvezető: Antony Gautier (francia) |

| 2013. február 21. 21:05 |

| Olimbiakósz | 0–1               | Levante    |
| ----------- | ----------------- | ---------- |
|             | (0–1) Jegyzőkönyv | Martins 9' |

| Karaiszkákisz Stadion, Pireusz Játékvezető: Matej Jug (szlovén) |

| 2013. február 21. 21:05 |

| Liverpool FC             | 3–1               | Zenyit   |
| ------------------------ | ----------------- | -------- |
| Suárez 28' 59' Allen 43' | (2–1) Jegyzőkönyv | Hulk 19' |

| Anfield, Liverpool Játékvezető: Björn Kuipers (holland) |

| 2013. február 21. 21:05 |

| Girondins de Bordeaux | 1–0               | Dinamo Kijiv |
| --------------------- | ----------------- | ------------ |
| Diabaté 41'           | (1–0) Jegyzőkönyv |              |

| Stade Chaban-Delmas, Bordeaux Nézőszám: 11 889 Játékvezető: Ivan Bebek (horvát) |

| 2013. február 21. 21:05 |

| Benfica            | 2–1               | Bayer Leverkusen |
| ------------------ | ----------------- | ---------------- |
| John 60' Matić 77' | (0–0) Jegyzőkönyv | Schürrle 75'     |

| Estádio da Luz, Lisszabon Nézőszám: 35 000 Játékvezető: Pavel Královec (cseh) |

| 2013. február 21. 21:05 |

| Steaua București                  | 2–0 (h. u.)                 | Ajax                             |
| --------------------------------- | --------------------------- | -------------------------------- |
| Latovlevici 38' Chiricheș 76'     | (1–0, 2–0, 2–0) Jegyzőkönyv |                                  |
| Büntetőpárbaj                     |                             |                                  |
| Rusescu Nikolić Filip Latovlevici | 4–2                         | Eriksen Schöne de Jong Moisander |

| Nemzeti Stadion, Bukarest Játékvezető: Paolo Tagliavento (olasz) |

| 2013. február 21. 21:05 |

| Hannover 96 | 1–1               | Anzsi Mahacskala |
| ----------- | ----------------- | ---------------- |
| Pinto 70'   | (0–0) Jegyzőkönyv | Traoré 90+8'     |

| AWD-Arena, Hannover Nézőszám: 40 000 Játékvezető: Jonas Eriksson (svéd) |

| 2013. február 21. 21:05 |

| Chelsea      | 1–1               | Sparta Praha |
| ------------ | ----------------- | ------------ |
| Hazard 90+1' | (0–1) Jegyzőkönyv | Lafata 17'   |

| Stamford Bridge, London Nézőszám: 38 642 Játékvezető: Alekszandar Sztavrev (macedón) |

| 2013. február 21. 21:05 |

| Viktoria Plzeň       | 2–0               | SSC Napoli |
| -------------------- | ----------------- | ---------- |
| Kovařík 51' Tecl 74' | (0–0) Jegyzőkönyv |            |

| Stadion města Plzně, Plzeň Nézőszám: 11 067 Játékvezető: Kassai Viktor (magyar) |

- 3. Az Rubin Kazany a hazai mérkőzését a Központi Stadion helyett a Luzsnyiki Stadionban, Moszkvában játszotta.
- 4. A Fenerbahçe–BATE Bariszav mérkőzést zárt kapuk mögött játszották, a Fenerbahçe–Borussia Mönchengladbach csoportmérkőzésen történt rendbontás miatt.

## Nyolcaddöntők
| 1. csapat         | Össz.Tooltip Aggregate score | 2. csapat             | 1. mérk. | 2. mérk.   |
| ----------------- | ---------------------------- | --------------------- | -------- | ---------- |
| Viktoria Plzeň    | 1–2                          | Fenerbahçe            | 0–1      | 1–1        |
| Benfica           | 4–2                          | Girondins de Bordeaux | 1–0      | 3–2        |
| Anzsi Mahacskala  | 0–1                          | Newcastle United      | 0–0      | 0–1        |
| VfB Stuttgart     | 1–5                          | Lazio                 | 0–2      | 1–3        |
| Tottenham Hotspur | 4–4 (i.g.)                   | Internazionale        | 3–0      | 1–4 (h.u.) |
| Levante           | 0–2                          | Rubin Kazany          | 0–0      | 0–2 (h.u.) |
| FC Basel          | 2–1                          | Zenyit                | 2–0      | 0–1        |
| Steaua București  | 2–3                          | Chelsea               | 1–0      | 1–3        |

### 1. mérkőzések
| 2013. március 7. 18:00 |

| Anzsi Mahacskala | 0–0         | Newcastle United |
| ---------------- | ----------- | ---------------- |
|                  | Jegyzőkönyv |                  |

| Luzsnyiki Stadion, Moszkva1 Játékvezető: Vad István (magyar) |

| 2013. március 7. 19:00 |

| Viktoria Plzeň | 0–1               | Fenerbahçe |
| -------------- | ----------------- | ---------- |
|                | (0–0) Jegyzőkönyv | Webó 81'   |

| Stadion města Plzně, Plzeň Játékvezető: Gianluca Rocchi (olasz) |

| 2013. március 7. 19:00 |

| VfB Stuttgart | 0–2               | Lazio                 |
| ------------- | ----------------- | --------------------- |
|               | (0–1) Jegyzőkönyv | Ederson 21' Onazi 56' |

| Mercedes-Benz Arena, Stuttgart Játékvezető: Alexandru Tudor (román) |

| 2013. március 7. 19:00 |

| Steaua București       | 1–0               | Chelsea |
| ---------------------- | ----------------- | ------- |
| Rusescu 34' (11-esből) | (1–0) Jegyzőkönyv |         |

| Nemzeti Stadion, Bukarest Játékvezető: Szergej Karaszjov (orosz) |

| 2013. március 7. 21:05 |

| Benfica              | 1–0               | Girondins de Bordeaux |
| -------------------- | ----------------- | --------------------- |
| Carrasso 21' (öngól) | (1–0) Jegyzőkönyv |                       |

| Estádio da Luz, Lisszabon Játékvezető: Alon Yefet (izraeli) |

| 2013. március 7. 21:05 |

| Tottenham Hotspur                     | 3–0               | Internazionale |
| ------------------------------------- | ----------------- | -------------- |
| Bale 6' Sigurðsson 18' Vertonghen 53' | (2–0) Jegyzőkönyv |                |

| White Hart Lane, London Játékvezető: Antonio Mateu Lahoz (spanyol) |

| 2013. március 7. 21:05 |

| Levante | 0–0         | Rubin Kazany |
| ------- | ----------- | ------------ |
|         | Jegyzőkönyv |              |

| Estadi Ciutat de València, Valencia Játékvezető: Antony Gautier (francia) |

| 2013. március 7. 21:05 |

| FC Basel                          | 2–0               | Zenyit |
| --------------------------------- | ----------------- | ------ |
| Díaz 83' A. Frei 90+4' (11-esből) | (0–0) Jegyzőkönyv |        |

| St. Jakob-Park, Bázel Játékvezető: Daniele Orsato (olasz) |

- 1. Az Anzsi Mahacskala a hazai mérkőzését biztonsági okok miatt a Gyinamo Stadion helyett a Luzsnyiki Stadionban, Moszkvában játszotta.

### 2. mérkőzések
| 2013. március 14. 18:00 |

| Rubin Kazany             | 2–0 (h. u.)                 | Levante |
| ------------------------ | --------------------------- | ------- |
| Rondón 100' Dyadyun 112' | (0–0, 0–0, 1–0) Jegyzőkönyv |         |

| Luzsnyiki Stadion, Moszkva1 Játékvezető: Alekszandar Sztavrev (macedón) |

| 2013. március 14. 18:00 |

| Zenyit     | 1–0               | FC Basel |
| ---------- | ----------------- | -------- |
| Witsel 30' | (1–0) Jegyzőkönyv |          |

| Petrovszkij Stadion, Szentpétervár Játékvezető: Paweł Gil (lengyel) |

| 2013. március 14. 19:00 |

| Internazionale                                          | 4–1 (h. u.)                 | Tottenham Hotspur |
| ------------------------------------------------------- | --------------------------- | ----------------- |
| Cassano 20' Palacio 52' Gallas 75' (öngól) Álvarez 110' | (1–0, 3–0, 3–1) Jegyzőkönyv | Adebayor 96'      |

| Giuseppe Meazza Stadion, Milánó Játékvezető: Ivan Bebek (horvát) |

| 2013. március 14. 21:05 |

| Fenerbahçe | 1–1               | Viktoria Plzeň |
| ---------- | ----------------- | -------------- |
| Uçan 44'   | (1–0) Jegyzőkönyv | Darida 61'     |

| Şükrü Saracoğlu Stadion, Isztambul Nézőszám: 02 Játékvezető: Manuel Gräfe (német) |

| 2013. március 14. 21:05 |

| Girondins de Bordeaux          | 2–3               | Benfica                      |
| ------------------------------ | ----------------- | ---------------------------- |
| Diabaté 74' Jardel 90' (öngól) | (0–1) Jegyzőkönyv | Jardel 30' Cardozo 75' 90+1' |

| Stade Chaban Delmas, Bordeaux Játékvezető: Ovidiu Hațegan (román) |

| 2013. március 14. 21:05 |

| Newcastle United | 1–0               | Anzsi Mahacskala |
| ---------------- | ----------------- | ---------------- |
| Cissé 90+3'      | (0–0) Jegyzőkönyv |                  |

| St. James' Park, Newcastle upon Tyne Játékvezető: Deniz Aytekin (német) |

| 2013. március 14. 21:05 |

| Lazio           | 3–1               | VfB Stuttgart |
| --------------- | ----------------- | ------------- |
| Kozák 6' 8' 87' | (2–0) Jegyzőkönyv | Hajnal 62'    |

| Stadio Olimpico, Róma Nézőszám: 03 Játékvezető: Tom Harald Hagen (norvég) |

| 2013. március 14. 21:05 |

| Chelsea                       | 3–1               | Steaua București |
| ----------------------------- | ----------------- | ---------------- |
| Mata 34' Terry 58' Torres 71' | (1–1) Jegyzőkönyv | Chiricheș 45+1'  |

| Stamford Bridge, London Játékvezető: Stéphane Lannoy (francia) |

- 1. Az Rubin Kazany a hazai mérkőzését a Központi Stadion helyett a Luzsnyiki Stadionban, Moszkvában játszotta.
- 2. A Fenerbahçe–Viktoria Plzeň mérkőzést zárt kapuk mögött játszották, a Fenerbahçe–BATE Bariszav mérkőzésen történt rendbontás miatt.
- 3. A Lazio–Stuttgart mérkőzést zárt kapuk mögött játszották, a Lazio–Borussia Mönchengladbach mérkőzésen történt rendbontás miatt.

## Negyeddöntők
A negyeddöntők sorsolását 2013. március 15-én, 13 órakor tartották.
| 1. csapat         | Össz.Tooltip Aggregate score | 2. csapat        | 1. mérk. | 2. mérk.   |
| ----------------- | ---------------------------- | ---------------- | -------- | ---------- |
| Chelsea           | 5–4                          | Rubin Kazany     | 3–1      | 2–3        |
| Tottenham Hotspur | 2–2 (t. 1–4)                 | FC Basel         | 2–2      | 2–2 (h.u.) |
| Fenerbahçe        | 3–1                          | Lazio            | 2–0      | 1–1        |
| Benfica           | 4–2                          | Newcastle United | 3–1      | 1–1        |

### 1. mérkőzések
| 2013. április 4. 21:05 |

| Chelsea                  | 3–1               | Rubin Kazany          |
| ------------------------ | ----------------- | --------------------- |
| Torres 16' 70' Moses 32' | (2–1) Jegyzőkönyv | Natcho 41' (11-esből) |

| Stamford Bridge, London Játékvezető: Gianluca Rocchi (olasz) |

| 2013. április 4. 21:05 |

| Tottenham Hotspur           | 2–2               | FC Basel                |
| --------------------------- | ----------------- | ----------------------- |
| Adebayor 40' Sigurðsson 58' | (1–2) Jegyzőkönyv | Stocker 30' F. Frei 34' |

| White Hart Lane, London Játékvezető: Milorad Mažić (szerb) |

| 2013. április 4. 21:05 |

| Fenerbahçe                      | 2–0               | Lazio |
| ------------------------------- | ----------------- | ----- |
| Webó 78' (11-esből) Kuijt 90+1' | (0–0) Jegyzőkönyv |       |

| Şükrü Saracoğlu Stadion, Isztambul Játékvezető: William Collum (skót) |

| 2013. április 4. 21:05 |

| Benfica                                     | 3–1               | Newcastle United |
| ------------------------------------------- | ----------------- | ---------------- |
| Rodrigo 25' Lima 65' Cardozo 71' (11-esből) | (1–1) Jegyzőkönyv | Cissé 12'        |

| Estádio da Luz, Lisszabon Játékvezető: Antony Gautier (francia) |

### 2. mérkőzések
| 2013. április 11. 18:00 |

| Rubin Kazany                                    | 3–2               | Chelsea             |
| ----------------------------------------------- | ----------------- | ------------------- |
| Marcano 51' Karadeniz 62' Natkho 75' (11-esből) | (0–1) Jegyzőkönyv | Torres 5' Moses 55' |

| Luzsnyiki Stadion, Moszkva1 Játékvezető: Fırat Aydınus (török) |

| 2013. április 11. 21:05 |

| FC Basel                    | 2–2 (h. u.)                 | Tottenham Hotspur               |
| --------------------------- | --------------------------- | ------------------------------- |
| Szaláh 27' Dragović 49'     | (1–1, 2–2, 2–2) Jegyzőkönyv | Dempsey 23' 82'                 |
| Büntetőpárbaj               |                             |                                 |
| Schär Streller F. Frei Díaz | 4–1                         | Huddlestone Sigurðsson Adebayor |

| St. Jakob-Park, Bázel Játékvezető: Olegário Benquerença (portugál) |

| 2013. április 11. 21:05 |

| Lazio     | 1–1               | Fenerbahçe |
| --------- | ----------------- | ---------- |
| Lulić 60' | (0–0) Jegyzőkönyv | Erkin 73'  |

| Stadio Olimpico, Róma Nézőszám: zárt kapuk mögött2 Játékvezető: Pavel Královec (cseh) |

| 2013. április 11. 21:05 |

| Newcastle United | 1–1               | Benfica      |
| ---------------- | ----------------- | ------------ |
| Cissé 71'        | (0–0) Jegyzőkönyv | Salvio 90+2' |

| St. James' Park, Newcastle upon Tyne Játékvezető: Ivan Bebek (horvát) |

- 1. Az Rubin Kazany a hazai mérkőzését a Központi Stadion helyett a Luzsnyiki Stadionban, Moszkvában játszotta.
- 2. A Lazio–Fenerbahçe mérkőzést zárt kapuk mögött játszották, a Lazio–Borussia Mönchengladbach mérkőzésen történt rendbontás miatt.

## Elődöntők
Az elődöntők sorsolását 2013. április 12-én tartották.
| 1. csapat  | Össz.Tooltip Aggregate score | 2. csapat | 1. mérk. | 2. mérk. |
| ---------- | ---------------------------- | --------- | -------- | -------- |
| Fenerbahçe | 2–3                          | Benfica   | 1–0      | 1–3      |
| FC Basel   | 2–5                          | Chelsea   | 1–2      | 1–3      |

### 1. mérkőzések
| 2013. április 25. 21:05 |

| Fenerbahçe  | 1–0               | Benfica |
| ----------- | ----------------- | ------- |
| Korkmaz 72' | (0–0) Jegyzőkönyv |         |

| Şükrü Saracoğlu Stadion, Isztambul Játékvezető: Milorad Mažić (szerb) |

| 2013. április 25. 21:05 |

| FC Basel             | 1–2               | Chelsea                    |
| -------------------- | ----------------- | -------------------------- |
| Schär 87' (11-esből) | (0–1) Jegyzőkönyv | Moses 12' David Luiz 90+4' |

| St. Jakob-Park, Bázel Játékvezető: Pavel Královec (cseh) |

### 2. mérkőzések
| 2013. május 2. 21:05 |

| Benfica                   | 3–1               | Fenerbahçe           |
| ------------------------- | ----------------- | -------------------- |
| Gaitán 9' Cardozo 35' 66' | (2–1) Jegyzőkönyv | Kuijt 23' (11-esből) |

| Estádio da Luz, Lisszabon Játékvezető: Stéphane Lannoy (francia) |

| 2013. május 2. 21:05 |

| Chelsea                             | 3–1               | FC Basel     |
| ----------------------------------- | ----------------- | ------------ |
| Torres 50' Moses 52' David Luiz 59' | (0–1) Jegyzőkönyv | Szaláh 45+1' |

| Stamford Bridge, London Játékvezető: Jonas Eriksson (svéd) |

## Döntő
| 2013. május 15. 20:45 |

| Benfica                | 1–2               | Chelsea                   |
| ---------------------- | ----------------- | ------------------------- |
| Cardozo 68' (11-esből) | (0–0) Jegyzőkönyv | Torres 60' Ivanović 90+3' |

| Amsterdam ArenA, Amszterdam Nézőszám: 46 163 Játékvezető: Björn Kuipers (holland) |